# Bitva o Suomussalmi
Bitva o Suomussalmi a na Raatské cestě (30. listopadu 1939 – 8. ledna 1940) byla největším vítězstvím finských ozbrojených sil v zimní válce a jedna z nejdrtivějších porážek v historii Rudé armády. Uskupení plukovníka Siilasvua složené z 9. pěší divize a dvou samostatných praporů dokázalo zničit 163. střeleckou divizi plukovníka Zelencova a postupně zlikvidovat 44. motorizovanou divizi velitele Vinogradova.
Když se 163. střelecká divize střetla jižně od města Suomussalmi s rozsáhlým finským odporem vyslal jí velitel 9. armády Duchanov na pomoc 44. motorizovanou divizi velitele Vinogradova. Tato divize se rozdělila; silný předvoj se přesunoval na nákladních automobilech a hlavní síly zahájily postup na Raatské cestě a dále na Suomussalmi. Motorizovaný předvoj se nedorozuměním dostal až na místo zadního voje pěších jednotek a neměl žádnou šanci proniknout vpřed. Když se finským jednotkám podařilo severně od města zničit 163. střeleckou divizi, přesunuli všechny síly proti Vinogradovově svazku a postupně ho celý likvidovali kombinovanou taktikou zátarasů a guerillových nájezdů na týlové komunikace, což ji donutilo zastavit postup několik kilometrů před městem Suomussalmi. Toto vítězství přineslo finské armádě nejenom obrovskou kořist v podobě výzbroje a výstroje, ale představovalo také velkou morální vzpruhu pro finské ozbrojené síly a demonstrovalo kvalitativní převahu finských jednotek.
Velitel Vinogradov byl o několik týdnů později za toto selhání popraven. Podle armádního komisaře Mechlise byla příčinou porážky nedbalost náčelníka štábu 9. armády, plukovníka Jermolajeva kombinovaná s neschopností velitele 163. divize, plukovníka Zelencova a velitele 47. střeleckého sboru Dašičeva.

## Popis oblasti
Oblast okolo Suomussalmi leží v severním Finsku a je zcela nevhodná pro vedení moderní mobilní války. Je to mírně zvlněná krajina neprostupných pralesů, bažin, jezírek a jezer. Několik metrů až desítky metrů vysoké hřbety ji protínají od severu k jihu, kolmo k předpokládaným směrům postupu bojových jednotek. Stav komunikací mezi sovětsko-finskými hranicemi a Suomussalmi byl extrémně špatný. Fakticky existovaly jen dvě relevantní komunikace – teoreticky „dvoupruhová“ štěrkem vysypaná lesní cesta Suomussalmi–Raate a ještě hůře sjízdná komunikace Suomussalmi–Juntusvanta.
Komunikační síť mezi Suomussalmi a finským vnitrozemím byla naproti tomu podstatně hustší, navíc byla značně posílena zcela novou (a Rusům neznámou) železniční tratí, která sahala až do Hyrynsalmi, malého městečka ležícího 40 km jihozápadně od Suomussalmi.

## Plány stran

### Finská armáda

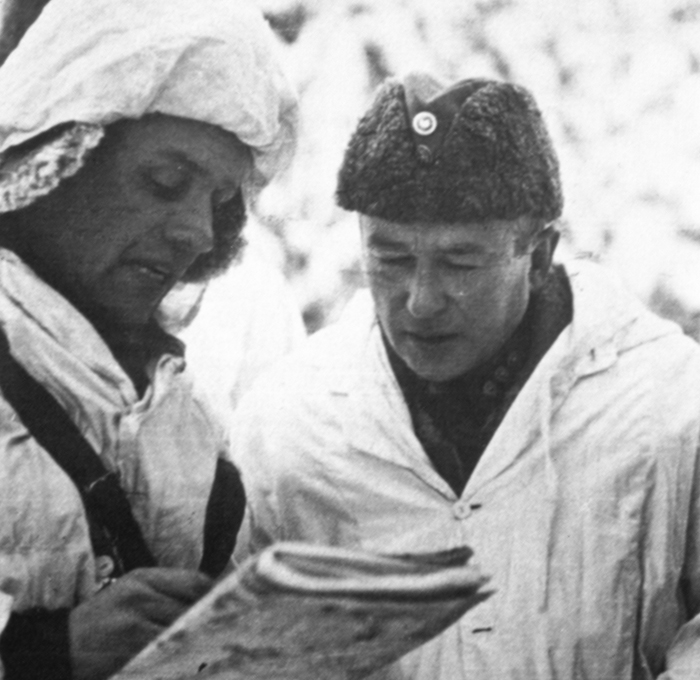
Plukovník Siilasvuo (vpravo) během bitvy na Raatské cestě

Finská strana si byla vědoma nevhodnosti dané oblasti pro vedení mobilní války a obrovských logistických problémů, které by zde Rudá armáda musela při větším útoku řešit, proto nepředpokládala, že by zde nepřítel nasadil větší síly. Oblast Suomussalmi (a vlastně veškeré území severně od Ladožské Karélie) považovala za vedlejší bojiště a vyčlenila pro ni jen minimum sil. Byl zde umístěn jediný samostatný prapor pod vedením majora Kariho, který měl za úkol zajistit oblast a podnikat rušivé výpady na sovětské území. První den války zastihl finského ministerského předsedu Aimo Cajandera, ministra zahraničí Erkka a další vládní představitele ve víře, že SSSR se neodhodlá k přímé vojenské agresi, přesto se ale finská vláda 30. listopadu sešla, vyhlásila válečný stav v zemi a jmenovala polního maršála Mannerheima vrchním velitelem ozbrojených sil. Rozmístění tří sovětských armádních velitelství v prostoru severně od Ladožského jezera byl přesto překvapivým faktem, se kterým finská strana vůbec nepočítala.
Když finské velení plně pochopilo rozsah a cíl nepřátelského úderu, nejprve vyslalo na sever několik menších jednotek pro posílení obrany. Plán tedy zpočátku zůstával stejný. Posléze však maršál Mannerheim dospěl k rozhodnutí, které později označil za jedno z nejtěžších v životě: plně se spolehl na hlášení rozvědky a leteckého průzkumu ohledně sil Rudé armády shromažďujících se proti Mannerheimově linii, vyhodnotil tyto síly jako nedostatečné, a přestože očekával v blízké době masivní úder na hlavní frontě na Karelské šíji, neváhal odeslat většinu finských rezerv směrem severně od Ladožského jezera. Největší část posil zde získala právě oblast Suomussalmi. Představovala ji nekompletní 9. pěší divize, jejíž velitel, plukovník Hjalmar "Sivu" Siilasvuo, dostal rozkaz zničit všechny nepřátelské invazní síly v oblasti. Dohromady se tak postupně finské síly přidělené oblasti vyšplhaly až na asi 11 500 mužů.
Plán se opíral o specifika místního terénu, rozdílné schopnosti obou armád a maximálně těžil z neschopnosti Rudé armády koordinovat akce jednotlivých jednotek, zejména pak pokud jde o spolupráci mezi její 163. a 44. divizí. Proti 44. motorizované divizi byla užita taktika zátarasů a guerillových nájezdů, když se Finům podařilo severně od Suomussalmi zničit 163. střeleckou divizi.

### Rudá armáda
47. střelecký sbor brigádního velitele I. F. Dašičeva vyslaný proti Suomussalmi představoval mimořádně silné uskupení, jeho úkolem zdaleka nebylo jen prosté ovládnutí oblasti. Ve skutečnosti byly jeho cíle považovány za minimálně stejně důležité jako hlavní úder proti Mannerheimově linii.
Očekávalo se od něj, že kleště vytvořené 163. divizí (resp. 163. a 44. divizí) a přičleněnými jednotkami rozdrtí obránce Suomussalmi a budou postupovat dál do finského vnitrozemí směrem na přístav Oulu. Jeho obsazením, které bylo plánováno do 14 dnů po zahájení konfliktu, by bylo Finsko rozetnuto na dvě části a odříznuto od jakýchkoliv dodávek či pomoci ze strany Švédska. Přesná síla 47. armádního sboru není jasná. Obě divize měly plný stav až nadstav a dohromady čítaly asi 36 000 mužů. Horší je to s vyčíslením sil jejich podpůrných jednotek: 21. tankové brigády a "dobrovolníků" Finské lidové armády, které bývají odhadovány na 4–10 tisíc mužů. Další věcí je fakt, že stavy obou divizí byly poměrně živelně doplňovány.

Největší trhlinou plánu však byl předpoklad dokončení bojů do konce prosince, neboť ruské velení nebylo schopno zajistit zásobování svých jednotek. Neexistovaly žádné varianty plánu pro boje a plnohodnotné zásobování sboru po 21. prosinci, velení zcela otevřeně počítalo s tím, že v té době budou již boje ukončeny a armáda si obstará větší část potravin v dobyté oblasti. Když pak postup rudoarmějců narazil na prudký odpor Finů a plán se zhroutil, zhroutilo se spolu s ním i ruské velení v oblasti.

## Popis bitvy

### Počátek útoku Rudé armády

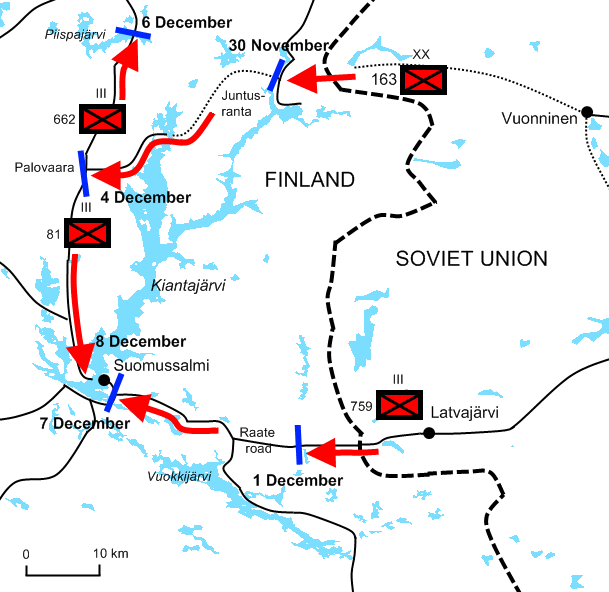
Postup 163. divize a jejích podpůrných jednotek před 8. prosincem

Rudá armáda zahájila útok ráno 30. listopadu 1939. Plán počítající s kleštěmi tvořenými 163. a 44. divizí musel být opuštěn, neboť 44. divize nedorazila na bojiště včas (důvodem bylo zejména váhání sovětského velení, zda by nebylo nakonec lepší nasadit ji jižněji a přenechat celý úkol 163. divizi. Ta se nacházela o něco severněji v městečku Uchta a postupovala směrem na městečko Juntusvanta po silnici, která byla tajně vybudována již dříve. Díky tomu dosáhla naprostého taktického překvapení a již 3. prosince 1939 se po malém finském odporu zmocnila města Suomussalmi.
Hlavní úder 163. pěší divize dopadl na nicnetušící nekompletní rotu pohraniční stráže poručíka Ela. Jeho zoufalé volání o pomoc tváří v tvář téměř dvousetnásobné přesile nepřítele bylo jeho nadřízenými zprvu vyhodnoceno jako panikaření a bylo mu řečeno, že musí bojovat lépe. Tuto odpověď dostal i na svou druhou žádost odpoledne. Posílena o několik odloučených pohraničníků a neodvedenými příslušníky domobrany (tedy většinou příliš mladými, resp. příliš starými) pokračovala jeho jednotka v zuřivých ústupových bojích na trase Juntusranta–Linna–Palovaara. 2. prosince se zachytila těsně před Linnou a na několik hodin zcela zastavila ruský postup, ale nepřítel využil své početní převahy a když neuspěl s přímým útokem, začal ji obkličovat ze severu. Elo tedy ustoupil přímo do osady Linna.
Přímé údery Rudé armády byly odraženy, ale rozsáhlé obchvatné manévry, kterým Elo nemohl pro nedostatek mužů zabránit, určily výsledek střetnutí. 3. prosince večer, po 4 dnech nepřetržitých bojů bez výraznějších posil, již napůl obklíčen a s více než polovinou mužů padlou nebo těžce raněnou, Elo neunesl situaci a zastřelil se. Jeho nástupce, poručík Arainne, nařídil opustit Linnu a pokračoval v ústupových bojích. Jihozápadně od Palovaary byla jeho rota konečně posílena o dvě čety odloučené roty Kontula, ale ani přesto nemohla zastavit nástup 163. divize, která na lepší cestě a volnějším prostoru mohla postupovat rychleji a mohla téměř po libosti obchvacovat finské obranné pozice.

### Povolání posil
Ve stejnou dobu major Kari zjistil, že není schopen splnit původní rozkazy o vpádu na ruské území (jeho prapor při pokusu o jejich splnění narazil na odpor minimálně pluku podporovaného tanky a po těžkých ztrátách musel ustoupit), a začal se přesunovat směrem k Suomussalmi. Jeho rozkazy byly vzápětí potvrzeny finským velením, které už zcela přehodnotilo svůj názor na „panikaření“ a začalo k Suomussalmi směrovat veškeré dostupné a uvolnitelné jednotky z okolí. Nicméně bylo již pozdě, klíčový bod Palovaara padl 4. prosince a bylo zjevné, že na relativně volném a přehledném prostoru mezi body Palovaara a Suomussalmi nepřítele se stávajícími silami nelze zadržet. Finské velení proto rozhodlo o vyklizení Suomussalmi a zaujmutí obranných pozic západně a jihozápadně od jezer Niskanselka a Haukipera. Toto rozhodnutí definitivně padlo 5. prosince. V této době ovšem svůj postoj přehodnotilo i sovětské velení, podle něhož byl dosavadní postup 163. divize příliš pomalý a nařídilo 44. divizi, aby se urychleně přesunula k Suomussalmi a 163. divizi podpořila.
Týž den začalo finské velení do oblasti urychleně stahovat jednotky z dalších oblastí, které nebyly vystaveny nepřátelskému útoku, zejména 16. samostatný prapor rozmístěný původně okolo cesty na Kuusamo. Ten se střetl s průzkumnými jednotkami 163. divize, které Zelencev vyslal po dobytí Palovaary severním směrem, a zahnal je zpět. Hlavní část praporu se rozložila okolo jezera Piispa, aby znemožnila postup Rudé armády tímto směrem a připravila vlastní bojové akce proti týlovým pozicím nepřítele. Začala též vysílat hlídky monitorující přesuny nepřátelských kolon, tyto patroly se však zatím bojům pokud možno vyhýbaly.
Major Kari vyslal část jednotek, aby dohlédly na evakuaci a zničení Suomussalmi, a se zbytkem pokračoval ve zdržovacích a ústupových bojích s ruskými jednotkami postupujícími k Suomussalmi po Raatské cestě. Během 5. prosince dosáhl neocenitelného úspěchu, když jeho muži napadli a zničili větší nepřátelskou předsunutou jednotku a zmocnili se kompletní sady ruských šifer. Díky tomuto úspěchu pak Finové po celý zbytek bitvy odposlouchávali ruskou radiokomunikaci v reálném čase, což zmařilo mnoho ruských akcí. Karimu se podařilo zcela zastavit postup nepřátelských sil na šíji mezi jezery Kuomas a Kuivas, nicméně vzhledem k nezadržitelnému postupu nepřítele na Suomussalmi ze severu mu bylo jasné, že tuto pozici bude nutné opustit.
Stalo se tak 7. prosince. Týž den bylo opuštěno i Suomussalmi. Jeho zničení nebylo tak úplné, jak by si Finové představovali, několik málo stavení zůstalo stát, nicméně všichni obyvatelé byli evakuováni a ve městě nezůstal prakticky žádný použitelný materiál nebo potraviny. 163. divize obsadila Suomussalmi tentýž den. V danou chvíli zcela ovládala veškerou oblast od tohoto města až k ruským hranicím, včetně všech životně důležitých komunikací a Zelencev se domníval, že má vše pod kontrolou. Zabýval se nyní zejména plány na další postup na západ. Zhruba v tuto dobu se však změnil postoj finského velení k oblasti a maršál Mannerheim nařídil plukovníkovi Siilasvuovi, aby se i s torzem 9. pěší divize přesunul do oblasti Suomussalmi, převzal zde velení a zničil ruské invazní síly.

### Sovětský postup zastaven

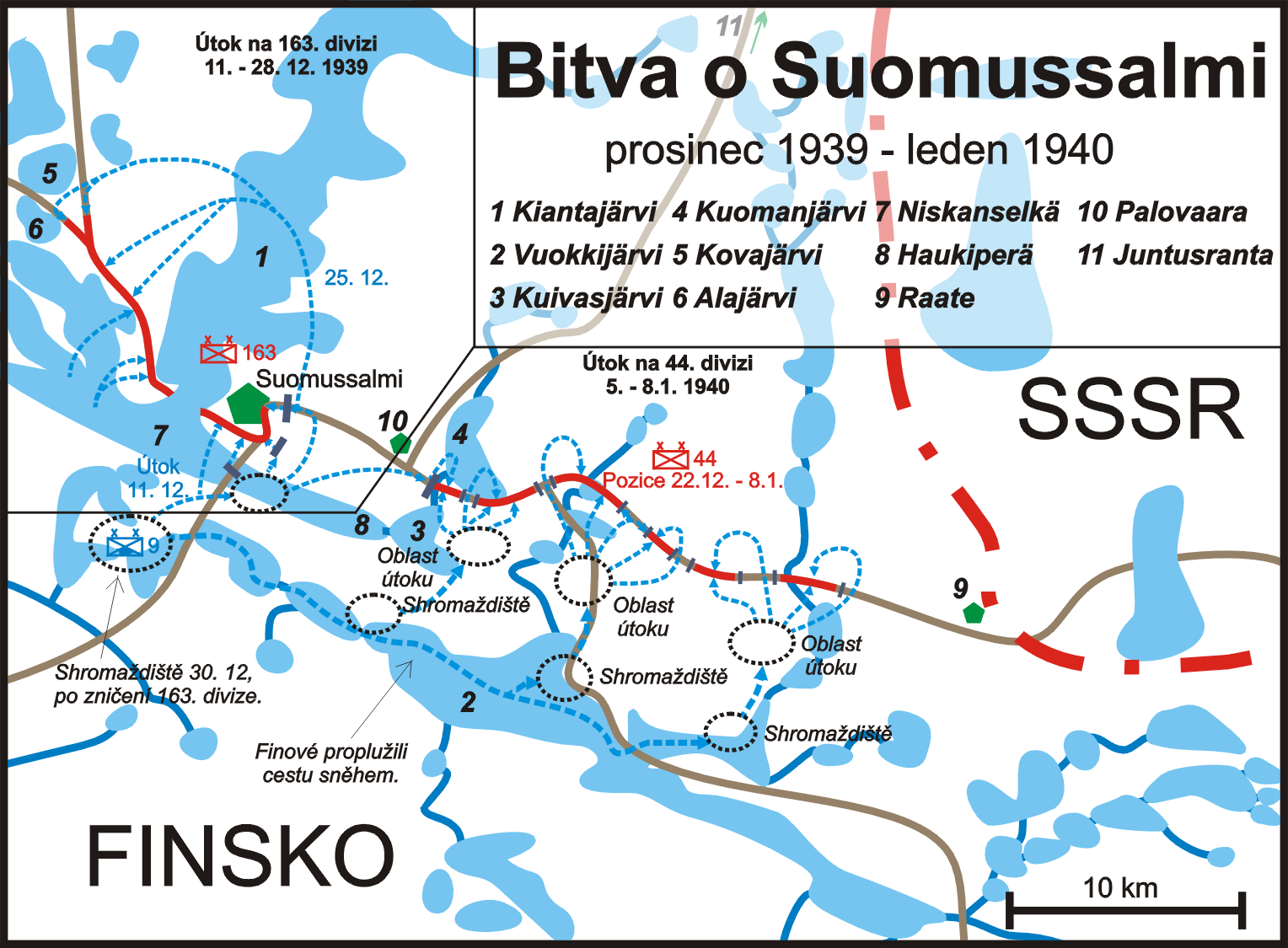
Plánek bitvy

8. prosince se Zelencev neúspěšně pokusil rozšířit kontrolu nad oblastí. 662. pluk nedokázal na severu zlomit odpor 16. samostatného praporu bránícího Puolanku, byl s těžkými ztrátami odražen zpět. Na finské straně byl v průběhu bojů těžce zraněn velitel 16. praporu major Pallari. Také na jihozápadě byl po těžkých bojích odražen pokus dvou pluků o překročení Haukipery. Už tak špatné počasí se začalo zhoršovat. V oblasti napadaly až dvoumetrové sněhové závěje a teplota v noci klesala hluboko pod −20 stupňů Celsia. Když ani opakování útoků o den později nepřineslo kýžený efekt, rozhodl se Zelencev omezit svoji útočnou aktivitu a počkat na pomoc 44. divize. Zdá se, že se stále domníval, že má vše pod kontrolou, neboť ačkoliv připustil nedostatečnost své úderné síly, stále nevěřil, že by jeho pevná pozice mohla být ohrožena a zřejmě ani neměl patřičný přehled o stavu svého zásobování.
9. prosince se začaly v oblasti rozmisťovat dva pluky 9. pěší divize a Finové se chopili iniciativy. Nyní, když už bylo na finské straně dostatek mužů, aby bylo možné uvolnit jednotky i pro jiné úkoly, než byly zdržovací a obranné boje okolo cest, mohl Siilasvuo názorně demonstrovat kvalitativní převahu finských jednotek. Finové vybavení lyžemi a sobími spřeženími měli větší volnost manévrování a rychlost přesunů než ruští pěšáci bez lyží, o tancích a automobilech ani nemluvě. Zatímco Rusové byli poutáni na zprovozněné cesty, finské jednotky se přirozeně pohybovaly neprostupnými bažinami a pralesy a po zamrzlých hladinách jezer a cesty je zajímaly pouze pokud je mohly zablokovat pro přesuny nepřítele. V souvislosti se zhoršováním počasí se začaly projevovat další slabiny Rudé armády.
Ruské uniformy sice nebyly pro mrazivé počasí ideální, ale stačily by, pokud by rudoarmějci věděli, jak se za extrémních mrazů chovat. Nikdo je však nepoučil. Další nemilou okolností byla olivová barva těchto uniforem, která dělala ze sovětských vojáků na bílém sněhu ideální terče. Jejich zbraně opakovaně selhávaly, protože nebyly odzkoušeny a upraveny pro subpolární podmínky. Tento fakt ještě zhoršovala naprostá nepřipravenost sovětských vojáků, kteří neměli tušení, jak zbraně v takovémto počasí udržovat. Další věcí bylo nevhodné složení výzbroje. Sovětská strana sice disponovala rozsáhlým arzenálem těžkých zbraní, ovšem pro řadu z nich nebylo využití (např. protitanková děla) a i u těch užitečnějších hustě zalesněný a neprostupný terén a ucpané cesty znemožňovaly jejich účinné hromadné nasazení.
S příchodem Siilasvuových jednotek zkomplikoval sovětské bojové akce ještě jeden závažný faktor, jehož byli rudoarmějci dosud ušetřeni – samostatně působící finští odstřelovači. Tito odstřelovači (civilním povoláním většinou lovci) představovali elitu v celosvětovém měřítku. Pohybovali se pustinou a zabíjeli přednostně velitele či rudé komisaře. Za této situace se začala projevovat stádnost ruských vojáků, kteří obvykle nedokázali samostatně jednat. Nebyla to jen jejich vina: plány akcí zpravidla znali pouze velitel jednotky a komisař, někdy i zástupce velitele. Pokud všichni padli, vojáci zpravidla nebyli schopni pokračovat a buďto se zastavili a čekali na rozkazy, nebo, pokud to bylo možné, pokračovali přímo kupředu, případně se vrátili zpět. U Finů naopak byla alespoň s hrubým plánem seznámena celá jednotka (u speciálních přepadových komand byly podrobně instruováni všichni muži) a jejich oddíly většinou pokračovaly v akci i za situace, kdy všichni důstojníci i poddůstojníci padli. Další slabinou Rusů byla nulová volnost jednání – vždy se řídili podle podrobných rozkazů a plánů, bez ohledu na to, jak nesmyslnými se ukázaly být. Naproti tomu Finové dostávali spíše seznam cílů a stručný náčrt vhodného řešení, nižší důstojníci i mužstvo měli značnou volnost co do volby prostředků i možnosti přizpůsobovat plány situaci, a obecně měli vysoce vyvinutou schopnost improvizovat.

### Finský protiútok
11. prosince v poledne zahájil Siilasvuo mohutný úder přes jezero Haukipera jižně od města. Těžiště útoku nesměřovalo proti Suomussalmi, ale východně od něj, směrem na šíji mezi jezery Kuomas a Kuivas a k jezeru Kianta. Účelem tohoto úderu bylo zničit ruské jednotky rozmístěné v prostoru mezi jezery Kuivas, Kuomas a Kianta, přetnout jižní zásobovací trasu sovětské 163. divize vedoucí po Raatské cestě a zároveň znemožnit její spojení s 44. divizi. Zároveň byly vedeny rušivé akce proti severním pozicím rudoarmějců okolo jezera Niskanselka.
Zelencev byl zděšen, až dosud netušil, že nepřítel byl podstatně posílen. Jeho křečovitá snaha posílit jednotky v ohroženém prostoru však selhala pro špatné načasování a malou mobilitu ruských jednotek. Přehrazení šíje mezi jezery Kuomas a Kuivas bylo obnoveno ještě tentýž den a Finové zahájili likvidaci ruských jednotek v již zmíněném jezerním trojúhelníku. Byl nejvyšší čas, 44. divize byla dva dny cesty od Suomussalmi. Finové jí vyslali naproti několik průzkumných jednotek, aby měli přehled a zbrzdili její postup. Dne 13. prosince ráno zanikly poslední významné obranné posty Sovětů mezi jezery východně od Suomussalmi (vyjma samotného městečka) a oblast byla od sovětských jednotek vyčištěna navzdory prudkým protiútokům jejich pěších a tankových formací. Zároveň finské hlídky a přepadová komanda zahájily útoky proti druhé zásobovací trase 163. divize vedoucí po zamrzlé hladině jezera Kianta. Finové nyní také přistoupili ke své „oblíbené“ taktice, při níž byly primárním cílem útoků a minometných přepadů polní kuchyně nepřítele. Za situace, kdy teplota začala v noci klesat k −30 stupňům Celsia, to byla taktika vysoce účinná.

### Počátek protiútoku

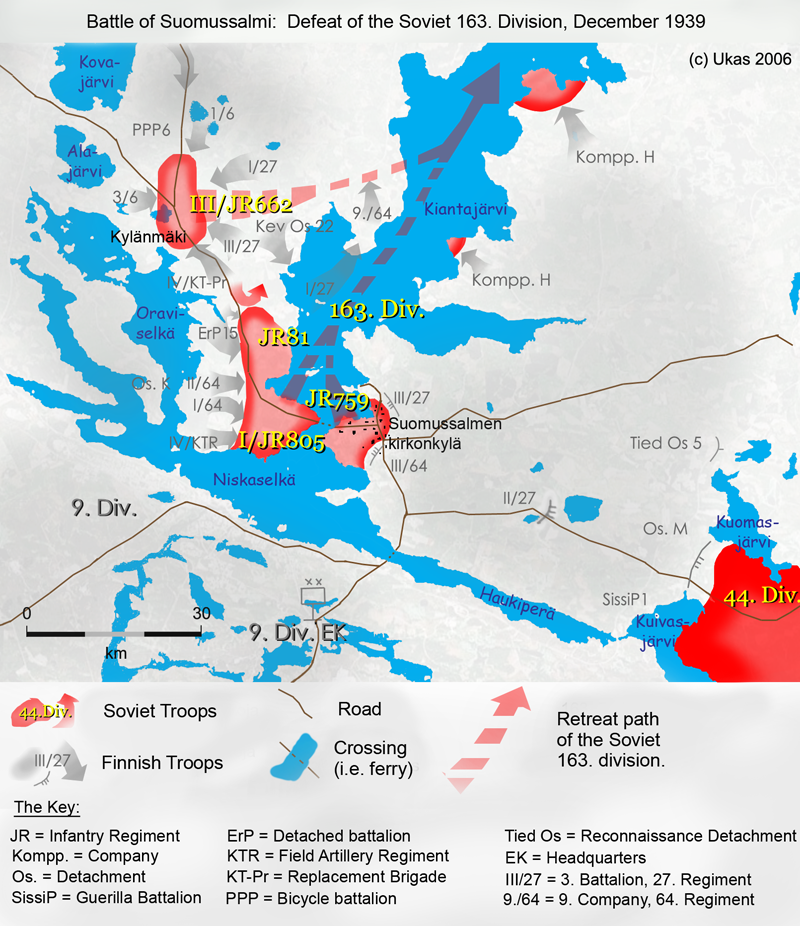
Likvidace 163. divize a útěk jejích zbytků z oblasti

Během 14.–16. prosince provedli Finové několik pokusů o útok proti klíčovým pozicím 163. divize v Suomussalmi a severně od něj, ale byli se značnými ztrátami odraženi. Siilasvuo se proto rozhodl odložit generální útok do přísunu dělostřelectva a většího počtu minometů, pokračoval však v narušování ruských logistických tras a některých dílčích útocích proti odloučenějším postům. 16. prapor zatím postoupil směrem k jihu, což vedlo k prudkým bojům na šíji mezi jezery Ala a Kova, které trvaly se střídavými úspěchy až do 20. prosince. Na šíji u jezera Kuivas se zatím změnila situace a spíše zkušební a rušivé útoky Sovětů ze 14. a 15. prosince byly 16. a 17. vystřídány vážnými pokusy o průlom, ve druhém případě byl podporován i tanky. Ty ovšem selhaly, částečně proto, že Siilasvuo přednostně přidělil zde umístěným jednotkám své první dělo, které dostal 16. prosince, částečně pro neschopnost 163. divize provést vlastní účinné akce na podporu akcí 44. divize. Situace se poté stabilizovala až do noci z 19. na 20. prosince, kdy finské přepadové jednotky zahájily preventivní a rušivé údery proti roztažené formaci 44. divize.
20. prosince zahájil Siilasvuo (konečně disponující relevantní dělostřeleckou podporou) akce na definitivní obklíčení Suomussalmi a 24. prosince je téměř dokončil. Zelencev zareagoval zběsilými údery všech volných jednotek ve směru na jihovýchod, aby se spojil se 44. divizí, přičemž se mu poprvé dostalo výrazné vzdušné podpory. Už mu bylo jasné, že je v pasti, a hodlal ji rozbít, dokud to bylo možné. Navíc si uvědomil, jak velký je problém se zásobováním, a že sliby jeho nadřízených jsou nerealistické. Přes dočasný dojem, že finské pozice oddělující ruské divize padnou, se je nakonec podařilo udržet, mimo jiné díky naprosté neschopnosti elitní 44. divize účinně podpořit snažení svých soudruhů (44. divize ukončila aktivní operace a přešla do obrany už 22. prosince) a stále se zhoršujícím meteorologickým podmínkám: teplota klesala až k −35 °C a sněžení zvýšilo průměrnou sílu sněhové pokrývky na 120 cm.
Dne 25. prosince Zelencev zopakoval svůj úder, ale přes noc posílené finské pozice odolaly. Zároveň mu začaly narůstat problémy v souvislosti s finskými útoky ze severu a proti zásobovacím trasám. 25. a 26. prosince sice ještě severní cestou dorazily dvě zásobovací kolony, respektive to, co z nich navzdory extrémně silné ochraně zbylo, byly však poslední. Na Raatské cestě zatím pokračovaly boje na šíji Kuivas–Kuomas. Finové neuspěli ve svých pokusech o posunutí svých pozic na východ, avšak jejich přepadová komanda zničila nepříteli polní kuchyni, jeden tank a několik aut. Vyčerpaná 44. pěší divize již zjevně zcela ztratila schopnost a vůli aktivně bojovat a omezila se jen na obranu své kolony.

### Generální útok
Zoufalý Zelencev, který nyní již zcela jasně chápal svou situaci, se obrátil na své nadřízené s prosbou o povolení probít se z obklíčení. Argumentoval, že jeho mužům hrozí smrt hladem a že pokud by vyrazil okamžitě severovýchodním směrem, Finové ho nedokáží zastavit. Upozorňoval rovněž, že Suomussalmi je momentálně bezcenným spáleništěm a že jakákoliv snaha a postup na západ je odsouzena k nezdaru. Dašičev i Čujkov však jeho žádost zamítli a nařídili mu opevnit se v Suomussalmi, které mělo být bráněno jako předmostí pro pozdější akce proti finskému vnitrozemí. Přes nesmyslnost tohoto rozkazu se mu Zelencev podřídil. Bylo přislíbeno zásobování vzdušnou cestou a brzká pomoc od 44. divize. Opatrná sondáž Vinogradova, který se pokoušel naznačit, že jeho jednotky jsou na tom špatně a nemusí být schopny daný úkol splnit, byla natolik razantně odmítnuta, že s plánem navenek souhlasil. Je však zřejmé, že si jeho nesmyslnost dobře uvědomoval. Finové se zatím připravovali na závěrečnou fázi bitvy o Suomussalmi. Počasí se mezitím prudce zhoršilo. Teploty v noci běžně klesaly k −30 stupňům Celsia a stále více sovětských vojáků v Suomussalmi trpělo omrzlinami a hladem. Zelencevovi muži začali slábnout a umírat.
Dne 27. prosince zahájil Siilasvuo generální útok na Zelencevovy pozice. Těžištěm útoku bylo Hulkoniemi na západní části perimetru. Rusové kladli zoufalý odpor, ale jejich křečovité a nekoordinované akce neměly proti systematickým úderům koncentrovaných finských sil šanci. Obranný perimetr byl ve své střední části rozbit, jednotky v jeho severní části byly zničeny, zatímco z jižní byly natlačeny přímo do Suomussalmi. Zároveň se část finských jednotek přesunula na severozápad, aby zablokovala poslední smysluplnou ústupovou trasu. Dále na severu zatím rozbila bojová skupina Kari systém hlídek a opevněných bodů střežících komunikace a přeťala hlavní cesty na tolika místech, že se jakékoliv jejich využití stalo zcela nereálným. Zelencev pochopil, že situace je beznadějná, a když zoufalost jeho situace podtrhlo první kolo leteckého zásobování (pro celou divizi se podařilo dodat dva pytle zmražených sucharů), rozhodl se, že své muže v Suomussalmi zemřít nenechá a 28. prosince před polednem nařídil na vlastní zodpovědnost svým jednotkám v Suomussalmi probít se severovýchodním směrem. V městečku zůstalo pouze malé množství mužů, kterým připadl nezáviděníhodný úkol zbrzdit nástup Finů. Nevydrželi však ani hodinu. Jejich soudruhům se průlom sice podařil, ale bojová formace se pod útoky finských odstřelovačů a přepadových komand brzy začala rozpadat. Někteří muži odhazovali zbraně a naslepo se prodírali sněhem a závějemi tam, kde tušili východ.
Po zbytek dne i den následující Finové čistili blízké okolí Suomussalmi, likvidovali ruské opevněné body na komunikacích na sever a severovýchod od města a napadali ustupující kolony. 29.–30. prosince zahájil Siilasvuo systematickou likvidaci ruských jednotek rozmístěných na trase Palovaara–Juntusranta, zatímco skupina Kari likvidovala odloučené ruské jednotky na sever od Palovaary. Odpor nepřítele byl chaotický a končil zpravidla jeho ústupem, k čemuž přispěl i fakt, že Zelencev během akce zcela ztratil spojení a kontrolu nad svojí divizí. Některé finské zdroje uvádějí, že patrně zemřel, což však ve skutečnosti není pravda. Bitvu přežil a na rozdíl od Vinogradova nebyl ani popraven. Padl za Velké vlastenecké války 15. srpna 1941 při německém náletu na Murmansk. Troskám 163. divize se nakonec podařilo zaujmout nové obranné pozice u Linny a při severozápadním břehu jezera Kianta, nicméně možnost nějakého obnovení postupu směrem na západ byla z její strany po zbytek války zcela vyloučena.
Dne 31. prosince byla většina akcí proti zdecimované a z větší části rozprášené 163. divizi ukončena. Finské jednotky se přesunuly na jih a chystaly se napadnout 44. divizi, která již od 28. prosince trpěla pod prudkými nájezdy 1. praporu Sissi, který do oblasti právě dorazil.

### Zničení 44. pěší divize

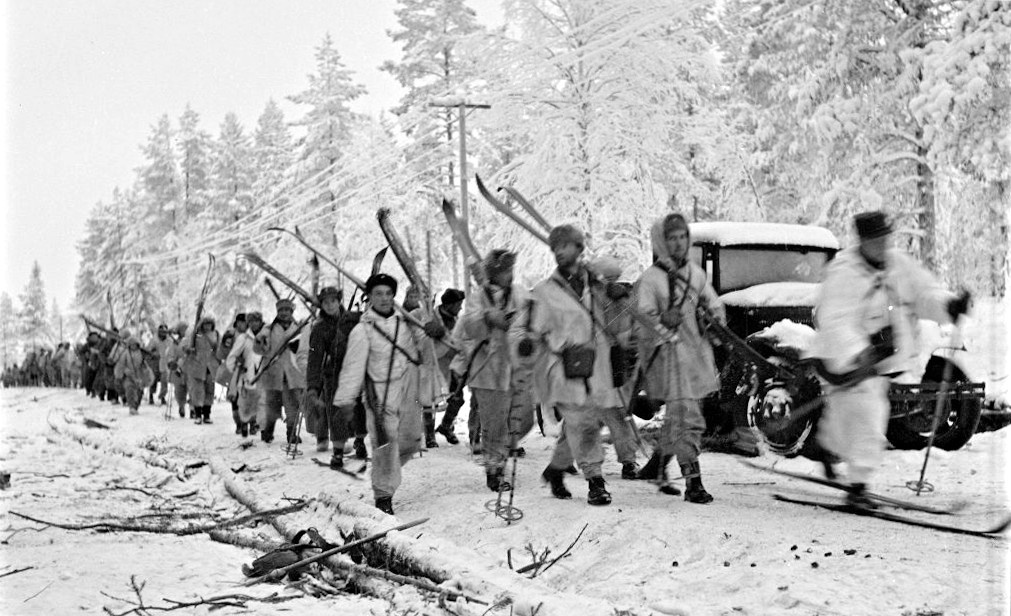
Finští vojáci na Raatské cestě

Síly generála Vinogradova sestávající z elitní 44. „Stalinovy“, respektive „Modré“ divize, pluku FOA a části 21. tankové brigády byly roztaženy v 50 kilometrů dlouhé koloně mezi vsí Raate a šíjí u jezera Kuivas a každým dnem bylo zřejmější, že se jim již nedaří plně zajistit ani obranu sebe samých a že nemají šanci plnohodnotný finský útok přežít. Vinogradov se pokoušel upozornit velení na svou situaci a zoufale je prosil o rozkaz ustoupit, který však nedostal. Čujkov a Dašičev se omezili na spíše neformální instrukce, které se pohybovaly od požadavků vydržet a připravit útok na Suomussalmi po zcela soukromé náznaky, že pokud vydá rozkaz k ústupu, oni ho nejspíš popravit nenechají. Vinogradov, kterému se nechtělo vzít na sebe odpovědnost a skončit před vojenským soudem, se rozhodl vytrvat, dokud nedostane rozkaz k ústupu nebo posily.
1. ledna 1940 odpoledne zahájily finské jednotky přesun na výchozí pozice generálního útoku proti 44. divizi. Využily ke svým přesunům zamrzlé hladiny jezer nacházejících se jižně od Raatské cesty a soustředily se do čtyř úderných skupin, z nichž nejzápadnější se nacházela v týlu čelního uskupení 44. divize u jezera Kuomas a nejvýchodnější u vsi Raate poblíž sovětsko-finských hranic. Úder byl zahájen nad ránem 2. ledna a přestože jeho průběh byl na některých místech komplikovaný, rozťal ruskou kolonu na 5 částí. Zoufalé pokusy ruských jednotek o její znovuspojení selhaly. Zděšený Vinogradov zoufale prosil o pomoc nebo výslovné povolení probít se zpět, ale Čujkov i Dašičev se ani neobtěžovali na jeho žádosti reagovat. Důstojníci 44. divize prosili svého velitele, ať vydá rozkaz k ústupu sám, nebo ať jim alespoň povolí probít se na vlastní pěst, ale Vinogradov to odmítal a byl rozhodnut počkat na rozhodnutí shora. Zatím finské jednotky systematicky osekávaly jednotlivé enklávy, rozbíjely je a pobíjely jejich obránce. Násilně zverbovaní příslušníci FOA začali masově dezertovat a zabíjeli své komisaře. Poté se pokoušeli buďto uprchnout domů, nebo vyhledávali Finy, vzdávali se jim a poskytovali jim informace výměnou za naději, že dostanou ve Finsku azyl. Teploty se v noci nadále držely u −30 stupňů Celsia a ruští vojáci, kteří přišli za bojů 2. ledna o poslední polní kuchyně, umírali hlady a podchlazením. Některým začaly docházet náboje. Přesto lze obecně říci, že ještě 5. ledna kladly jednotky 44. divize zuřivý odpor na většině významných opevněných postů. Teprve 5. ledna večer byla 44. divize obklíčena natolik pevně, že bylo možno říci, že past je zcela uzavřena.

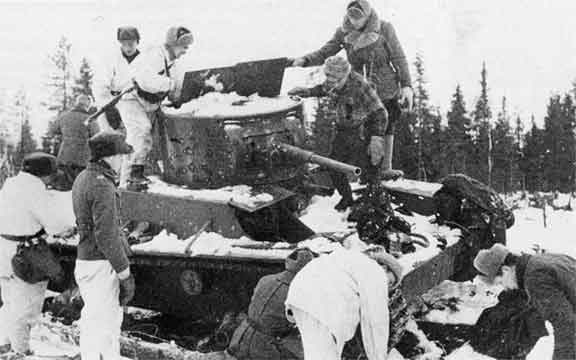
Finští vojáci zkoumají sovětský tank T-26 ukořistěný na Raatské cestě

6. ledna již byla situace natolik zoufalá, že se Vinogradov rozhodl jednat na vlastní pěst a krátce po poledni zahájil zuřivý pokus o průlom alespoň z enkláv východní části, byl však odražen. K večeru proto vydal rozkaz „každý sám za sebe“. Zachránilo se jen něco mezi 3000–5000 muži. Většina z těch, co prošla zpět na území SSSR, se tam dostala beze zbraní a pouze z milosti Finů.
Dne 8. ledna byla zlikvidována poslední ohniska odporu a 44. divize i 21. tanková brigáda přestaly existovat. Generál Vinogradov, který se zachránil na jednom z mála tanků uniklých z obklíčení, stanul krátce na to před vojenským soudem, byl odsouzen pro zradu a zbabělost a popraven. Stejně dobře by ale měl nárok na popravu kterýkoliv další ze skupiny Dašičev, Čujkov, Mereckov, Vorošilov nebo Stalin, všichni měli na katastrofě minimálně stejný podíl.

## Zhodnocení bitvy

### Ztráty
Celkové ztráty Finské armády v bitvě jsou poměrně jasnou záležitostí, podle všeobecně akceptovaných oficiálních zdrojů činily 900 mrtvých a 1770 zraněných vojáků (mnohem nižší číslo, se kterým je možno se setkat, 350 mrtvých a 600 zraněných, jsou ztráty odpovídajícímu „užšímu pojetí bitvy“, bez bitvy na Raatské cestě).
Otázka ztrát na sovětské straně je mnohem složitější. V různých finských zdrojích jejich odhady kolísají obvykle mezi 20 000 – 30 000 muži, jako konzervativní jsou brány odhady udávající ztráty Rudé armády ve výši cca 22 500 mužů.
Ani ruské zdroje, v západní literatuře obvykle opomíjené, do věci příliš jasno také nevnášejí. S opomenutím oficiálních až propagandistických údajů vydaných do tisku krátce po válce (které zdaleka nedosahují ani počtu nalezených těl), vyčíslila 9. armáda veškeré ztráty za celou válku na 8540 mrtvých, 4996 nezvěstných a 32 573 raněných. 47. armádní sbor tvořil necelou polovinu této armády a dopadl fakticky nejhůř. Moderní ruští historici na základě toho odhadují ruské ztráty v bitvě na 15 000 mužů. Poměrně zásadní je ovšem otázka, nakolik jsou jejich vstupní data důvěryhodná, neboť 47. armádní sbor byl poměrně živelně doplňován a k vyčíslení tohoto doplňování patrně chybí i nejzákladnější evidence.

### Důsledky bitvy
Drtivé vítězství Finů u Suomussalmi mělo dalekosáhlé dopady na další průběh Zimní války. Bylo zde zničeno silné uskupení nepřítele a kořist zde získaná byla větší, než veškeré zahraniční dodávky zbraní a pozemní techniky dodané Finsku za celý konflikt. Oblast Suomussalmi byla „vymazána“ z válečných map, neboť Rudá armáda se zde už po zbytek války nezmohla na žádnou větší akci, což umožnilo přesunout podstatnou část jednotek na jih do oblastí Kuhma, Kollaa a na Karelskou šíji. A v neposlední řadě bitva naprosto zesměšnila Rudou armádu a zcela rozbila její plány na rychlé obsazení Finska ve stylu blitzkriegu.
Na druhé straně vedla tato a další drtivé porážky v ledové pustině k přehodnocení některých ruských bojových doktrín, takže když Německo zahájilo operaci Barbarossa, byla Rudá armáda na boje v krutých zimních podmínkách připravena mnohem lépe než Wehrmacht, což se velmi projevilo zejména v nečekaně kruté zimě 1941/1942.

### Osobní důsledky
Bitva také pochopitelně přinesla osobní důsledky na obou stranách. Velmi negativní dopad měla na kariéru nadějného sborového velitele generála Čujkova, který byl na dlouho odklizen do diplomatických služeb a pouze obtížně přesvědčoval své nadřízené, aby mu dali novou šanci velet v boji (dostal ji v roce 1942). Když později již jako maršál SSSR a hrdina od Stalingradu sepisoval své paměti, svému působení ve Finsku se pečlivě vyhýbal. Řada jeho podřízených byla popravena (např. velitel 44. divize Vinogradov).
Důležitou událostí bylo, že v důsledku této bitvy byl odvolán i nejvyšší velitel Vorošilov a později donucen k rezignaci na pozici lidového komisaře obrany.
Naproti tomu plukovník Hjalmar Siilasvuo byl za své vítězství oceněn hodností generálmajora. I jeho výkon za bitvy o Suomussalmi má výrazný podíl na tom, že je často označován za nejlepšího z finských polních velitelů druhé světové války.

## Místo bitvy dnes
Na bitvu u Suomussalmi dnes upomíná rozsáhlý památník otevřený v roce 2003 (Winter War Monument Archivováno 20. 10. 2022 na Wayback Machine..) Tvoří jej téměř tři hektary naskládaných kamenů, z nichž každý symbolizuje jednoho padlého vojáka. V jejich středu se nachází zvonice se 105 mosaznými zvonky, jejichž počet odpovídá délce trvání Zimní války v dnech.